# 藍子魚屬
藍子魚屬（學名：Siganus），又名臭肚魚屬，為蓝子鱼科現存的唯一一個屬。Siganus屬由丹麥動物學家Johan Christian Fabricius於 1775年描述，Siganus rivulatus也由Fabricius於1775年描述，並指定為模式種。

## 名称
本科鱼类因身体上普遍布有近似蓝色的深色斑点或斑纹而得名“藍子鱼”，此科鱼类的日文名称的汉字写法亦为。但因为汉语中有“篮子”这一常用词语而常常被误称为“篮子鱼”。

## 分布
本科於廣泛分布印度太平洋之淺水域。

## 深度
幼魚大多出現於潮間帶，成魚則生活於較深之水域，一般不會超過30公尺。

## 特徵
本科魚類外形酷似刺尾魚，兩者的區別為藍子魚的腹鰭內外均有1枚硬棘，中間夾有3枚軟條；背鰭、臀鰭之硬棘數較多；尾柄兩側無硬棘或盾板等。藍子魚體呈長卵圓形，極側扁；體被極小之圓鱗。側線單一且完全，高位。頭小，吻鈍。口小不能伸縮，齒一列，密生門狀齒，且有具齒緣。背鰭及背鰭之硬棘數和軟條數每一種皆相同。背鰭硬棘為13枚、軟條10枚；臀鰭硬棘7枚、軟條9枚。尾鰭後緣截平，凹入或深叉。藍子魚活著時，其體色型態明顯可辨認，但一旦死亡或遭壓力時，則體色很快變成同一型態，難以辨別。本科魚類背鰭、腹鰭及臀鰭之硬棘具有毒腺，被刺後會引起劇痛。

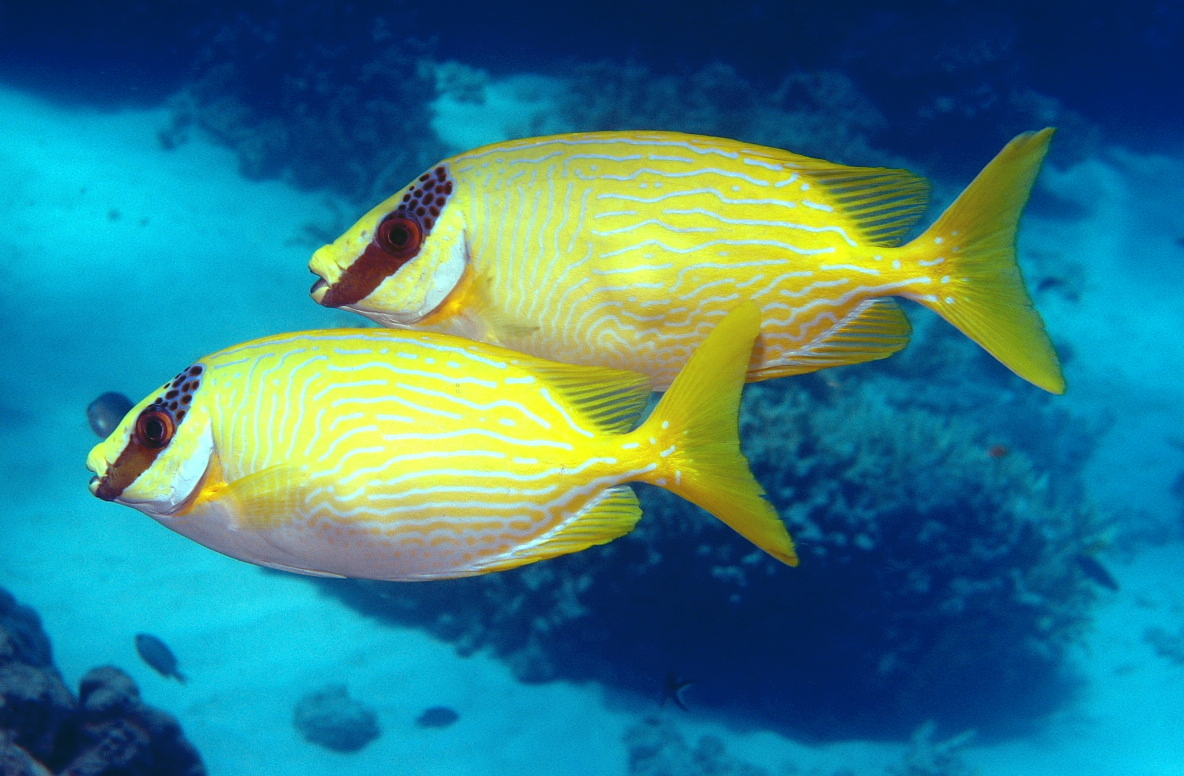
眼帶藍子魚（Siganus puellus）

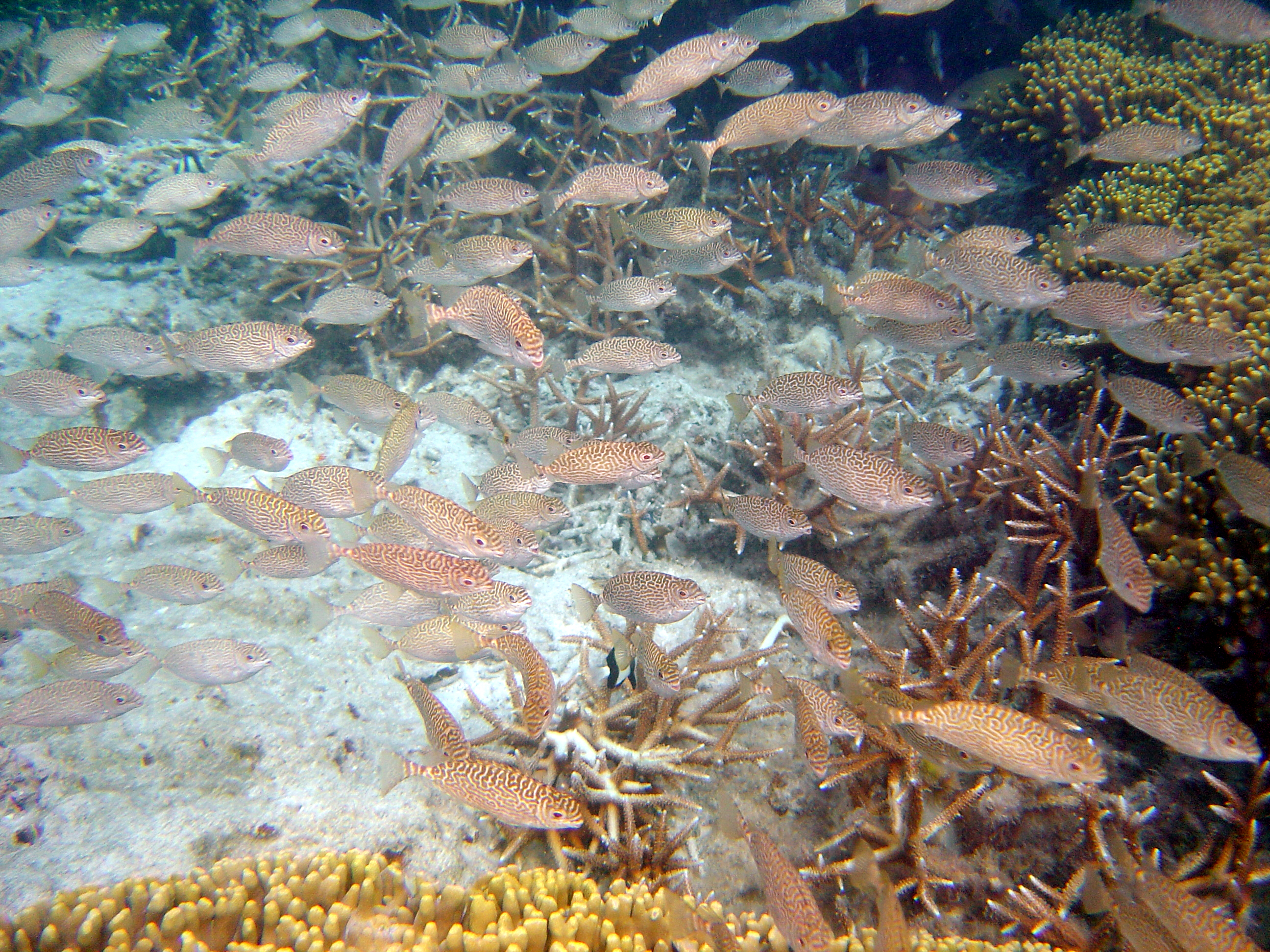
刺藍子魚（Siganus spinus）

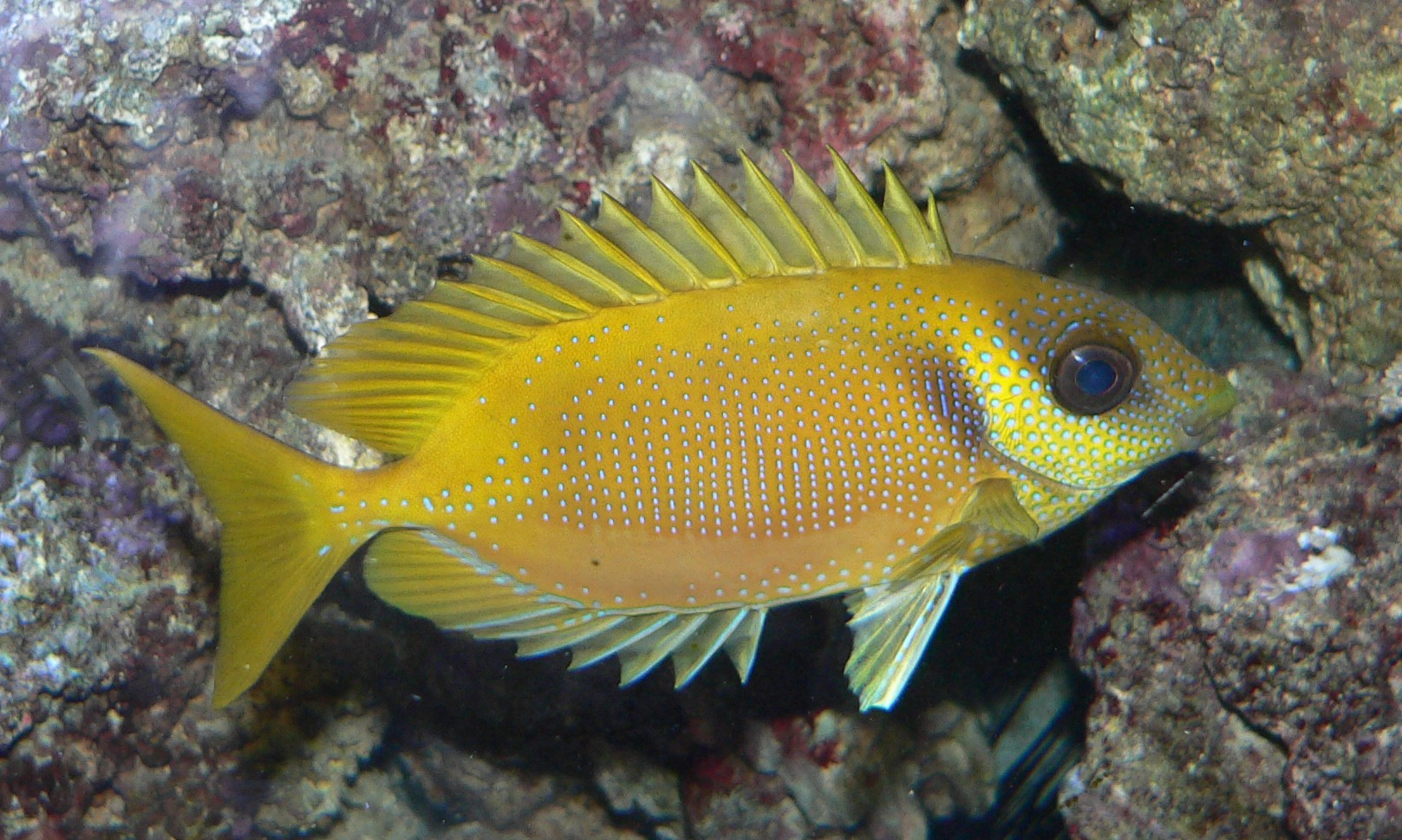
大瓮藍子魚（Siganus doliatus）

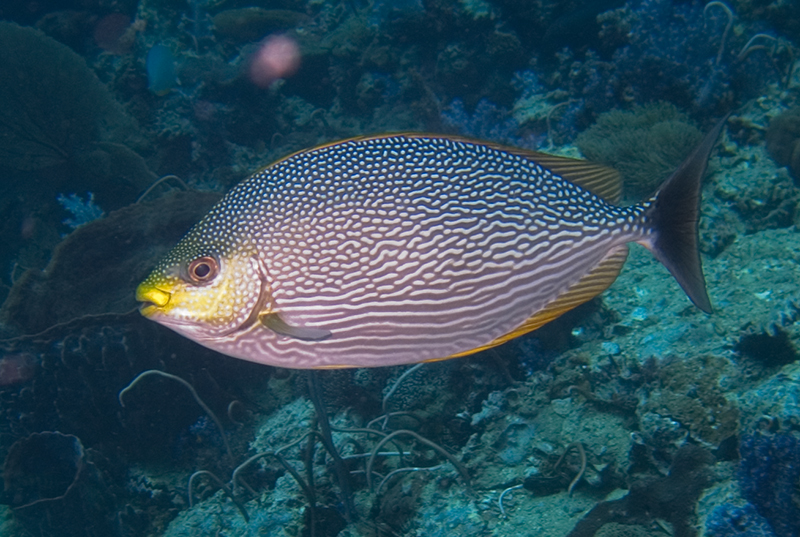
爪哇藍子魚（Siganus javus）

## 分類
本科傳統上分類為輻鰭魚綱鱸形目刺尾魚亞目的其中一科，2016年《世界鱼类》第五版将其放在独立的刺尾魚目，2017年的《硬骨鱼系统分类》将其放在真鱸形系中，还未决定其目级分类。
本屬包含約29個物種，如下：
- 銀藍子魚 Siganus argenteus ：又稱銀臭肚魚。
- 沟蓝子鱼 Siganus canaliculatus ：又稱長鰭藍子魚、長鰭臭肚魚。
- 凹吻藍子魚 Siganus corallinus ：又稱凹吻臭肚魚。
- 大瓮藍子魚 Siganus doliatus ：又稱大瓮臭肚魚。
- 褐藍子魚 Siganus fuscescens ：褐臭肚魚。
- 點藍子魚 Siganus guttatus ：又稱星斑臭肚魚、星斑藍子魚。
- 銅線藍子魚 Siganus insomnis Woodland & Anderson, 2014[5]
- 爪哇藍子魚 Siganus javus ：又稱爪哇臭肚魚。
- 圈藍子魚 Siganus labyrinthodes ：又稱圈臭肚魚。
- 金線藍子魚 Siganus lineatus ：又稱金線臭肚魚。
- 截尾藍子魚 Siganus luridus ：又稱截尾臭肚魚。
- 大藍子魚 Siganus magnificus ：又稱大臭肚魚。
- 黑藍子魚 Siganus niger 又稱黑臭都魚。
- 似眼藍子魚 Siganus puelloides ：又稱似眼臭肚魚。
- 眼帶藍子魚 Siganus puellus ：又稱眼帶臭肚魚。
- 暗體藍子魚 Siganus punctatissimus ：又稱暗體臭肚魚。
- 斑藍子魚 Siganus punctatus ：又稱斑臭肚魚。
- 蘭氏藍子魚 Siganus randalli 又稱蘭氏臭肚魚。
- 金帶藍子魚 Siganus rivulatus ：又稱金帶臭肚魚。
- 刺藍子魚 Siganus spinus ：又稱刺臭肚魚。
- 點藍子魚 Siganus stellatus ：又稱點臭肚魚。
- 白點藍子魚 Siganus sutor ：又稱白點臭肚魚。
- 三斑藍子魚 Siganus trispilos ：又稱三斑臭肚魚。
- 單斑藍子魚 Siganus unimaculatus ：又稱單斑臭肚魚。
- 烏氏藍子魚 Siganus uspi ：又稱烏氏臭肚魚。
- 蠕紋藍子魚 Siganus vermiculatus ：又稱蠕紋臭肚魚。
- 藍帶藍子魚 Siganus virgatus ：又稱藍帶臭肚魚。
- 狐藍子魚 Siganus vulpinus ：又稱狐臭肚魚。
- 伍氏藍子魚 Siganus woodlandi ：又稱伍氏臭肚魚。

## 生態
本科魚類屬於日行性魚類，以海藻或海草為主食。它們棲息的環境較複雜，幼魚大都成群的在枝狀珊瑚叢中，且以藏在死珊瑚之上的藻類為食，有的則待在混濁的紅樹林區河口區孵育。成魚有成對或成群的生活於混濁的河口區。

## 經濟利用
本科大都是美味的食用魚。但有時略帶海草味，不為某些人所喜愛。有些種類是觀賞魚，體色多彩者更受歡迎。